# Secondo Polto
Secondo Polto (Biella, 11 dicembre 1808 – 14 novembre 1892) è stato un politico italiano.

## Biografia
Fu Deputato del Regno di Sardegna nella IV e nella V legislatura, eletto nel collegio di Condove.